# Никопсія

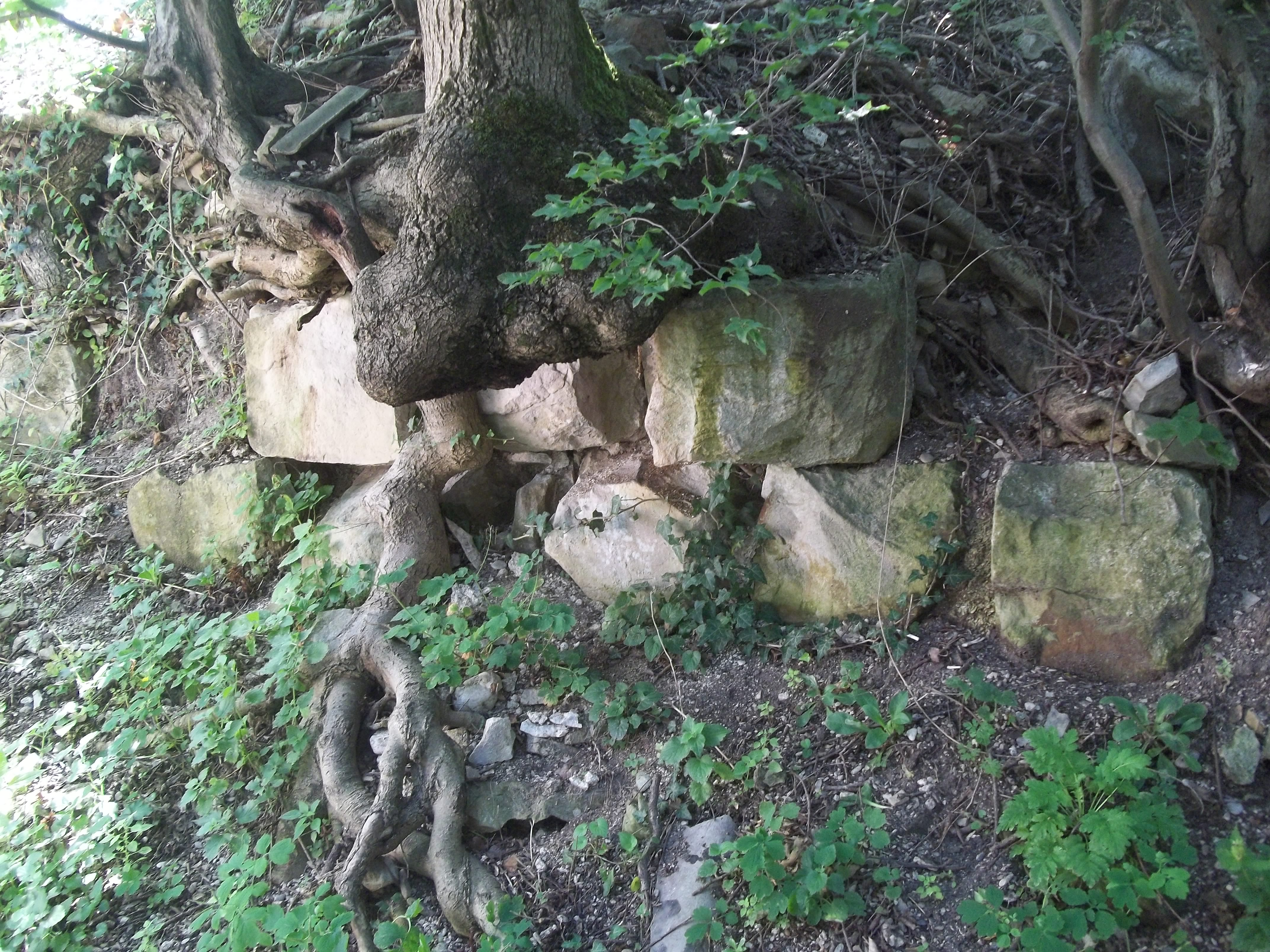
Руїни фортеці Дузу-Кале на мисі Безкровний — одне з укріплень стародавньої Никопсії

Никопсія (адиг. Ныджэпсыхъо, груз. ნიკოფსია) — ранньосередньовічне місто V—VII сторіч на чорноморському узбережжі стародавньої Зихії (Черкесії). Його прийнято ототожнювати з останками великої фортеці в гирлі річки Нечепсухо, в 200 м від впадіння її в Чорне море на території нинішнього селища Новомихайлівського Туапсинського району Краснодарського краю.

## Історичні дані

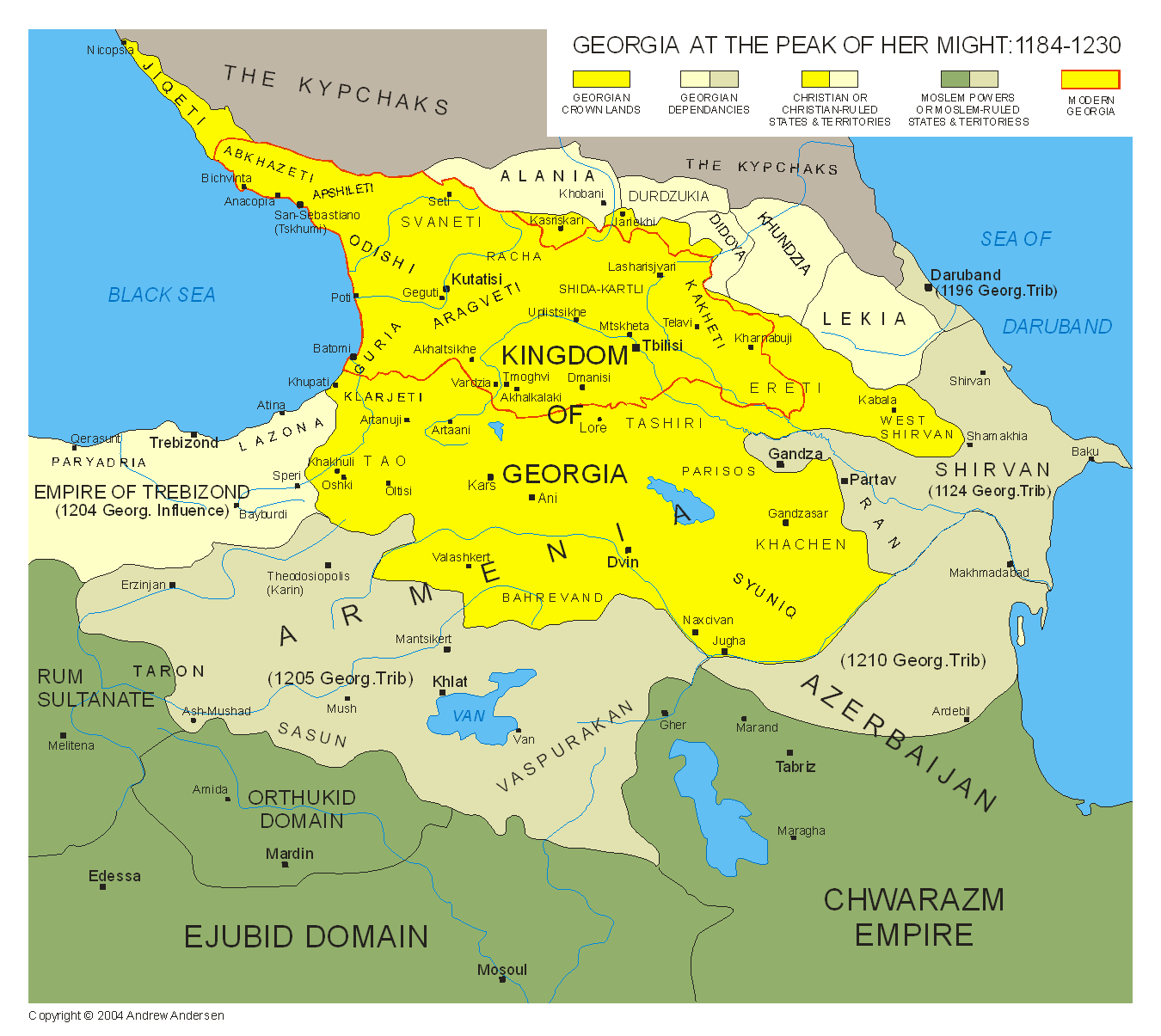
Грузинське царство в період найбільшого розширення, 1184-1225

Никопсія була центром православної Никопської й Зихійської єпархії в підпорядкуванні Константинопольського патріархату, а також великим паломницьким центром Черкесії та сусідньої Абхазії, пов'язаних з шануванням апостола Симона Кананіта. Згідно житію апостол в 55 році знайшов тут смерть й був похований.
У грузинському джерелі XIII століття згадується, що володіння Вардана Дадіані доходили до Никопсії.
У адизькому фольклорі Никопсія — батьківщина національного героя й верховного князя Інала.

## Матеріальні свідоцтва
На території фортеці в гирлі Нечепсухо (очевидна спорідненість топонімів) знайдені залишки ранньосередньовічного християнського храму. Ймовірно, в сферу впливу Никопської фортеці входили ще 2 укріплення, що здійснювали оборону першої з боку гір й з боку моря. Перше укріплення — в долині тієї ж річки в 1 км від гирла. У ній також виявлені залишки базиліки. Друге укріплення — на мисі Безкровний. Деякі споруди Никопсії використовувалися ій за класичного середньовіччя (XIII—XV сторіччя).

## Інші версії розташування
Довгий час існувала офіційна версія, що ототожнювала Никопсію з нинішнім Новим Афоном. В даний час це твердження вважається малоймовірним.

Ю. М. Воронов висунув гіпотезу про локалізації Никопсії в X століття між сучасними курортами Гагра й Адлер. При цьому він спирався на текст трактату «Про управління імперією»:
... За Таматархою, в 18 або 20 милях, є річка за назвою Укрух, що розділяє Зихію й Таматарху, а від Укруха до річки Никопсіс, на якій знаходиться фортеця, однойменна річці, простягається країна Зихія. Її протяжність 300 миль ... Узбережжя від меж Зихіі, тобто від річки Никопсіса, становить країну Авасгію - аж до фортеці Сотіріуполя. Вона простягається на 300 миль.